# Humanseven
Humanseven, anciennement Les Gaulois (issue de la fusion de l'agence H et de l'agence Leg) est une agence de publicité française du groupe Havas. L’agence accompagne les entreprises françaises et internationales dans le déploiement de leur stratégie de communication. 

## Historique
En juin 2007, Christophe Lafarge, Gilbert Scher et Benoît Devarrieux créent l’agence H à partir de la fusion de cinq entités : Enjoy, devarrieuxvillaret, Nouvel Eldorado, Communider et 146 & Compagnie, toutes filiales de Havas. Son nom vient de Hybride.
En 2009, Benoît Devarrieux quitte l'agence H et fonde les ateliers Devarrieux.
En octobre 2013, l'agence H et l'agence Leg, toutes deux filiales de Havas, fusionnent ppour donner naissance à l’agence Les Gaulois. 
En novembre 2015, Christophe Lafarge, Président et Gilbert Scher, Directeur de la Création quittent Les Gaulois.
Elisabeth Billiemaz jusque-là vice-président de l’agence en prend la Présidence.
En avril 2016, Xavier Beauregard devient le Directeur de la Création et co-président de l’agence Les Gaulois.
Début 2017, l'agence Les Gaulois lance les ateliers de Storyretailingdes ateliers visant à redynamiser le plan d’actions commerciales.
En juillet 2017 Citroën se tourne vers l'agence BETC. Les Gaulois perdent alors un de leurs plus gros et ancien clients.

En octobre 2017, l'agence est renommée HumanSeven. 